# Velocidade da moeda

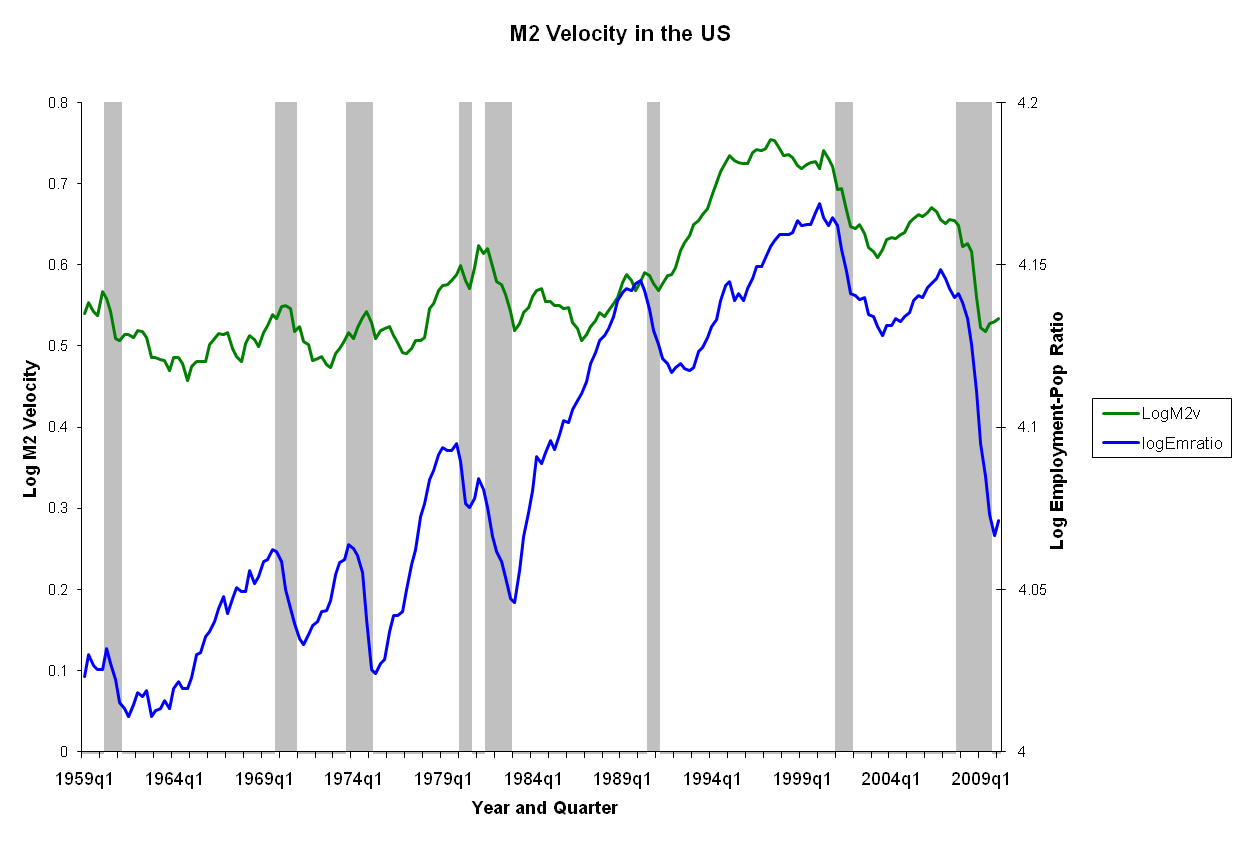
Gráfico mostrando a velocidade da moeda do log de Dólares M2 (verde), calculada dividindo o PIB nominal pelo estoque de M2, M1 mais o depósito a termo. A velocidade de M2 não é estável e correlaciona-se com a razão emprego-população (azul), um indicador da vitalidade econômica. Tanto a velocidade de M2 como a razão emprego-população caem em períodos de recessão (representados pelas barras cinzas). O padrão conflita com a teoria quantitativa da moeda, que assume que a velocidade da moeda será estável e apenas levemente correlacionada com as condições econômicas.

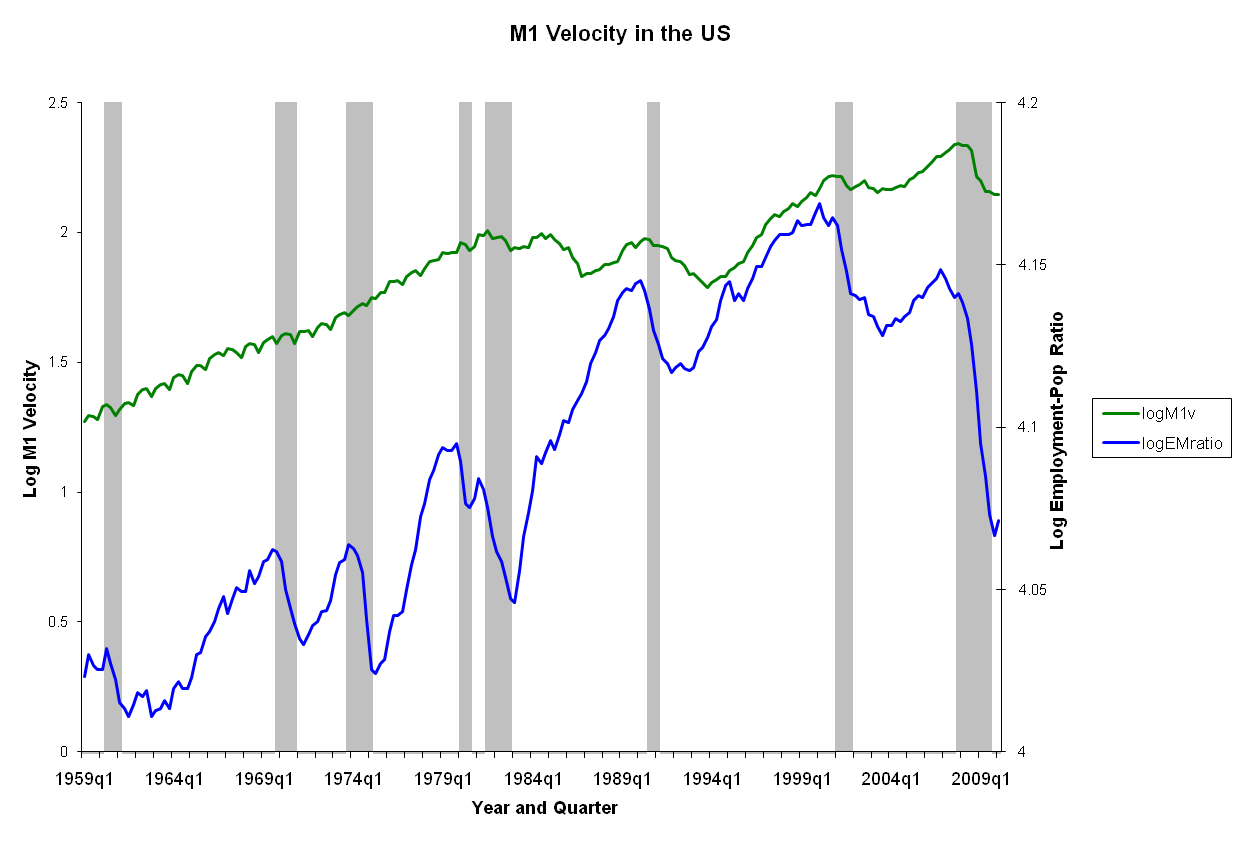
Gráfico semelhante mostrando a velocidade de um volume de moeda levemente menor, consistindo de papel-moeda e depósitos líquidos M1.

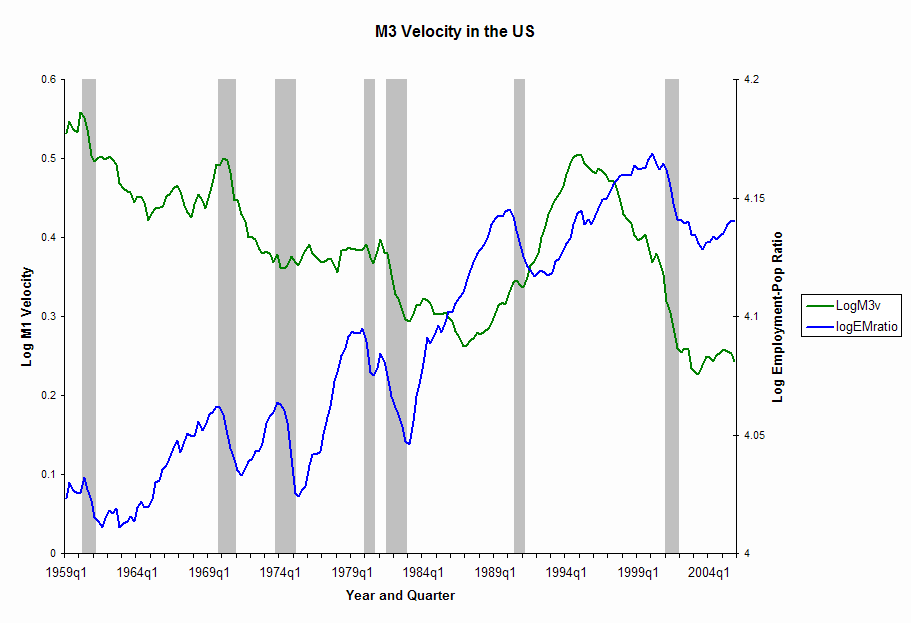
Gráfico semelhante mostrando a velocidade de um volume maior de moeda que cobre M2 mais grandes depósitos institucionais, M3. O gráfico vai até 2005.

A velocidade da moeda (também chamada de velocidade de circulação da moeda) é a frequência média com a qual uma unidade de moeda é gasta em um período específico de tempo. A velocidade tem relação com o nível de atividade econômica associado a um dado nível de oferta monetária. Quando se sabe o período, a velocidade pode ser apresentada como um número puro; caso contrário, deve-se mostrar como um número puro sobre o tempo. Na equação de troca, a velocidade da moeda é uma das variáveis que determinam a inflação.

## Ilustração
Se, por exemplo, em uma economia muito pequena, um fazendeiro e um mecânico, com apenas R$50 entre eles, comprarem bens e serviços um do outro em apenas três transações durante um ano
- O fazendeiro gasta R$50 pelo conserto de trator do mecânico.
- O mecânico compra R$40 de milho do fazendeiro.
- O mecânico gasta R$10 em queijo do fazendeiro.

Então R$100 trocaram de mãos durante o curso de um ano, mesmo existindo apenas R$50 nesta pequena economia. Esse nível de R$100 é possível porque cada real foi gasto em uma média de duas vezes em um ano, o que equivale dizer que a velocidade foi de  {\displaystyle 2/ano}.